# Râfov, Prahova
Râfov este satul de reședință al comunei cu același nume din județul Prahova, Muntenia, România.

## Monumente
- Conacul Costache Cantacuzino din Râfov
- Biserica Sfântul Nicolae din Râfov